# Reprezentacja Słowacji na Mistrzostwach Świata w Narciarstwie Klasycznym 2011
Reprezentacja Słowacji na Mistrzostwach Świata w Narciarstwie Klasycznym 2011 liczy 6 sportowców.

## Medale

### Złote medale
Brak

### Srebrne medale
Brak

### Brązowe medale
Brak

## Wyniki

### Biegi narciarskie mężczyzn
Sprint
- Peter Mlynár - odpadł w kwalifikacjach

Bieg łączony na 30 km
- Martin Bajčičák - 26. miejsce

Bieg na 15 km
- Martin Bajčičák - 19. miejsce
- Ivan Bátory - 43. miejsce

Sprint drużynowy
- Ivan Bátory, Peter Mlynár - 12. miejsce

Bieg na 50 km
- Martin Bajčičák - 25. miejsce

### Biegi narciarskie kobiet
Sprint
- Alena Procházková - 6. miejsce
- Katarína Garajová - odpadła w kwalifikacjach

Bieg łączony na 15 km
- Alena Procházková - 21. miejsce

Bieg na 10 km
- Alena Procházková - nie wystartowała

### Skoki narciarskie mężczyzn
Konkurs indywidualny na skoczni normalnej
- Tomáš Zmoray - odpadł w kwalifikacjach

Konkurs indywidualny na skoczni dużej
- Tomáš Zmoray - odpadł w kwalifikacjach